# Moonie River
Moonie River är ett vattendrag i Australien. Det ligger i delstaten Queensland, omkring 470 kilometer sydväst om delstatshuvudstaden Brisbane.
Omgivningarna runt Moonie River är i huvudsak ett öppet busklandskap. Trakten runt Moonie River är nära nog obefolkad, med mindre än två invånare per kvadratkilometer. Genomsnittlig årsnederbörd är 461 millimeter. Den regnigaste månaden är februari, med i genomsnitt 91 mm nederbörd, och den torraste är oktober, med 9 mm nederbörd.